# Cléry-Saint-André
Pour les articles homonymes, voir Cléry et Saint-André.
Cléry-Saint-André est une commune française située dans le département du Loiret en région Centre-Val de Loire. Elle est surtout connue pour la basilique Notre-Dame de Cléry, qui contient le tombeau de Louis XI.
Avec une démographie de 3 540 Cléricois en 2022 et une superficie de 1 813 hectares, la commune fait partie des communes peu ou très peu denses, au sens de la grille communale de densité de l'Insee.

## Géographie

### Localisation

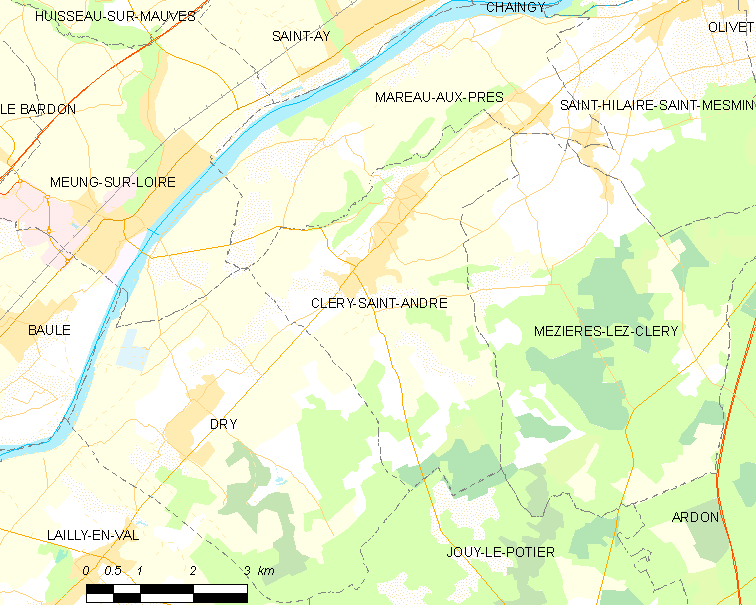
Carte de la commune de Cléry-Saint-André et des communes limitrophes.

La commune de Cléry-Saint-André se trouve dans le quadrant sud-ouest du département du Loiret, dans la région agricole de la Sologne et l'aire urbaine d'Orléans. À vol d'oiseau, elle se situe à 14,6 km d'Orléans, préfecture du département.
La commune fait partie du bassin de vie de Meung-sur-Loire dont elle est éloignée de 4,6 km.
Les communes les plus proches sont : Mézières-lez-Cléry (3,8 km), Dry (3,8 km), Saint-Ay (4,3 km), Mareau-aux-Prés (4,4 km), Meung-sur-Loire (4,6 km), Baule (6,3 km), Chaingy (7,1 km), Lailly-en-Val (7,2 km), Saint-Hilaire-Saint-Mesmin (7,3 km) et Le Bardon (8,1 km).

### Lieux-dits et écarts
Au nord : la Perrière, Azennes, le Grand Chemin ; à l'est : le Gué du Roi, les Bonshommes, les Arrachis, le Mardereau, les Bordes ;
à l'ouest : la Bergerie, les Viviers, les Châteaux, la Marchanderie ; au sud : les Villeneuves, l'Intrie, la Salle, la Margottière, les Fromenteries, Thuret, la Coterie, Marchais Chanault, la Boirie, la Baraguière, l'Emerillon.

### Paysages
Le bourg s'étale le long de la route départementale 951. La basilique Notre-Dame est située au point culminant. Le relief est celui d’une plaine qui descend progressivement vers la Loire, traversée par la rivière l’Ardoux et protégée des crues par la levée de la Loire.
On trouve deux principaux groupes d'habitations : le bourg de Cléry et le hameau de Saint-André.

### Géologie et relief

#### Géologie
La commune se situe dans le sud du Bassin parisien, le plus grand des trois bassins sédimentaires français. Cette vaste dépression, occupée dans le passé par des mers peu profondes et des lacs, a été comblée, au fur et à mesure que son socle s’affaissait, par des sables et des argiles, issus de l’érosion des reliefs alentour, ainsi que des calcaires d’origine biologique, formant ainsi une succession de couches géologiques.
Les couches affleurantes sur le territoire communal sont constituées de formations superficielles du Quaternaire et de roches sédimentaires datant du Cénozoïque, l'ère géologique la plus récente sur l'échelle des temps géologiques, débutant il y a 66 millions d'années. La formation la plus ancienne est de la molasse du Gâtinais remontant à l’époque Miocène de la période Néogène. La formation la plus récente est des alluvions récentes des lits mineurs remontant à l’époque Holocène de la période Quaternaire. Le descriptif de ces couches est détaillé dans les feuilles « n°397 - Beaugency » et « n°398 - La Ferté-Saint-Aubin » de la carte géologique au 1/50 000ème du département du Loiret, et leurs notices associées,.

Carte géologique de la commune.

|  | Fz : | alluvions récentes des lits mineurs, Holocène                                                     |
|  | FC : | alluvions et colluvions du fond des vallées secondaires, Holocène                                 |
|  | Fy : | alluvions récentes des levées et montilles de la Loire et des basses terrasses du Loing, Holocène |
|  | Fw : | alluvions de haute terrasse de la Loire, Pléistocène (Riss), terrasse +10 -15 m                   |

|  | m2MCO : | marnes et calcaires de l'Orléanais, Burdigalien |
|  | m1CPi : | calcaire de Pithiviers, Aquitanien              |
|  | m1MGa : | molasse du Gâtinais, Aquitanien                 |

#### Relief
La superficie cadastrale de la commune publiée par l’Insee, qui sert de référence dans toutes les statistiques, est de 18,13 km2,. La superficie géographique, issue de la BD Topo, composante du Référentiel à grande échelle produit par l'IGN, est quant à elle de 18,35 km2. Son relief est relativement plat puisque la dénivelée maximale atteint 23 mètres. L'altitude du territoire varie entre 84 m et 107 m.

## Histoire
Pendant l'Antiquité, un cimetière se trouvait entre la route départementale et le hameau de Saint-André (un cimetière médiéval lui a succédé). Le hameau de Saint-André apparut près de l’ancienne voie romaine appelée chemin Rémy (ou chemin Romain). En lisière de la région naturelle de Sologne sur la Butte des Élus, des gallo-romains ainsi que des Germaniques ont laissé des traces de passage. Près du clos du Vivier des débris d’habitation romaines et des pièces datant de Claude, Trajan, Néron et Adrien (Ier et IIe siècles) ont été trouvés.
La première mention écrite de Cléry date du milieu du VIe siècle : l’évêque d’Orléans, Marc, souhaitant rencontrer l’ermite saint Liphart de Meung-sur-Loire, mentionna le lieu « Clariacus vicus » . Le terme « Vicus » servait à désigner un groupe d’habitations et « Clariacus », le nom du hameau. On peut ainsi supposer que le Cléry de l’époque était un petit village. « Saint-André », quant à lui, se retrouve dans le testament de l’abbé Leodebold daté du 27 juin 651 par lequel il léguait sa villa « Camberon » se trouvant à « vel Ucellus vico ». Ce nom latin correspond à Saint André comme le prouve un texte de l’abbaye de Beaugency en mai 1213 : « de décima sancti Andree (Saint André) de Usselo juxta Clariacum (Cléry) ».

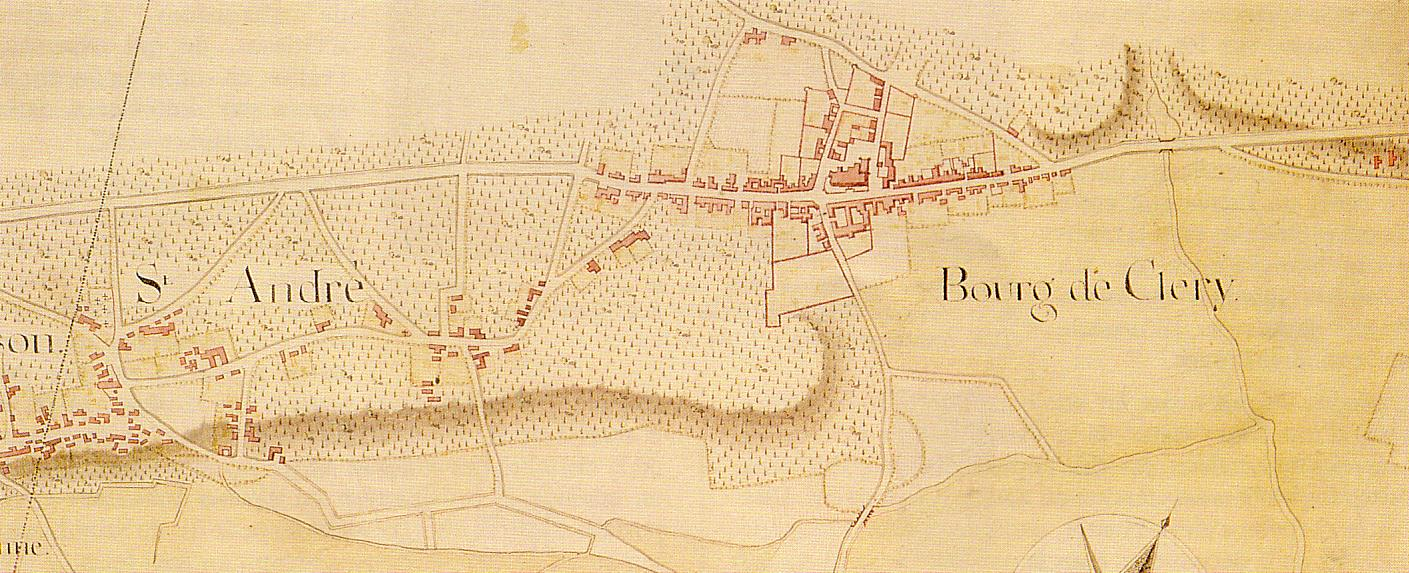
Plan de Cléry au XVIIIe siècle.

Au XIIe et XIIIe siècles, les noms de quelques lieux contemporains apparaissent. Cinq religieux grandmontains fondent une habitation dans un lieu-dit qui, en leur référence, s’appelle les Bons Hommes. Le château d’Estrepoix, appartenant à des ecclésiastiques, est fondé au lieu-dit du Trépoix (situé aujourd’hui sur la commune de Mareau-aux-Prés). Ce dernier fut abandonné à la fin du Moyen Âge et il n'en reste aujourd’hui qu’un pan de mur près d’un tumulus. Le château de la Salle, qui connut plusieurs seigneurs, qui fut détruit par les Anglais et dont il ne reste aujourd’hui que les douves. Enfin, la Malandrerie, léproserie fondée au XIIIe siècle près du Trépoix sur la voie romaine. Ses vestiges actuels ont été aménagés en grange.
Au Moyen Âge, Cléry était attaché au domaine royal, ce qui influa sur le sort de la cité dans les siècles suivants. Saint Louis visita Cléry en 1258. Son règne correspond à une période pieuse qui allait aboutir vers 1280, à la découverte dans un buisson d'une statue en bois de Vierge à l'Enfant de 1 m de hauteur. On lui attribua vite des pouvoirs miraculeux et elle fut placée dans une chapelle proche. Mais devant l’afflux de pèlerins, on dut construire une nouvelle chapelle (à l’emplacement actuel de la basilique) autour de laquelle les maisons d’un premier bourg se construisirent. Au début du XIVe siècle, Philippe le Bel, pris d'intérêt pour la Vierge, fit construire une église. De cette époque plusieurs maisons subsistent toujours aujourd’hui. En 1428 avant le siège d'Orléans, le militaire anglais Salisbury, de passage par la ville, fit piller les richesses de l’église accumulées jusqu'alors et détruisit l’église. Mais la statue s’en sortit miraculeusement. Jeanne d'Arc passa par deux fois à Cléry : la première pour contrer le siège d'Orléans et la deuxième pour libérer Meung-sur-Loire. Elle eut d'ailleurs à combattre 120 soldats anglais entre Beaugency et Cléry. Les ravages causés au bourg pendant la guerre de cent ans entraînèrent une désertification de celui-ci et Cléry ne put reprendre son essor que dans les années 1460.

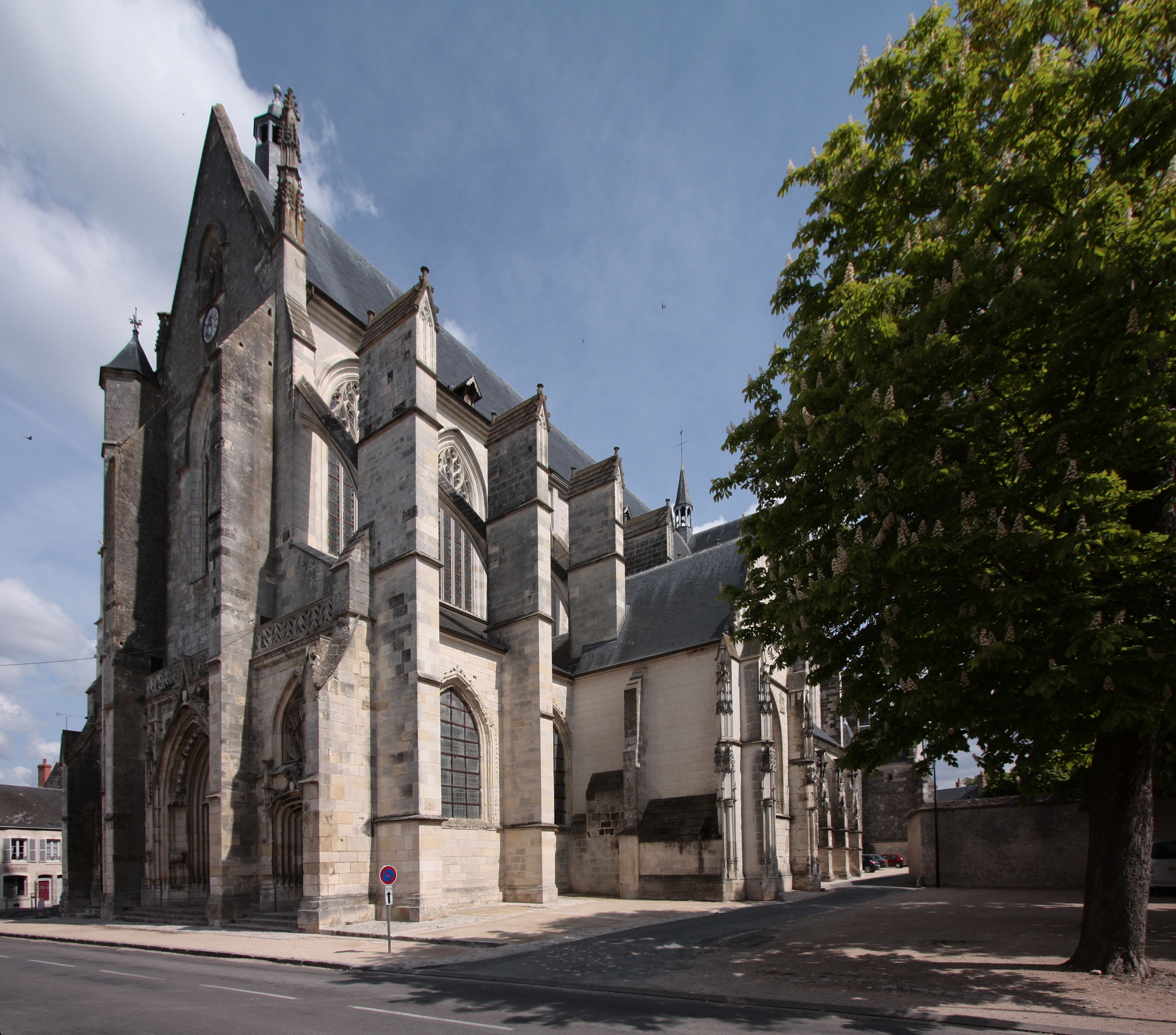
Basilique Notre-Dame de Cléry.

À cette époque Louis XI, croyant aux vertus de la Vierge, transforma l'église en ruine en basilique de style gothique flamboyant qui devint une chapelle royale et y effectua un grand nombre de pèlerinages, dont son dernier, le mercredi 9 juillet 1483. À sa mort il s’y fit enterrer avec sa femme[pas clair]. Le cœur de son fils Charles VIII, enterré dans la basilique Saint-Denis, fut envoyé à Cléry en 1498, selon ses vœux, afin de demeurer avec ses parents. Le comte de Dunois, compagnon d'armes de Jeanne d'Arc, exigea aussi de se faire enterrer avec sa femme dans la basilique en remerciement des bienfaits de la Vierge. Au XVIe siècle, pendant les guerres de religion, les huguenots ravagèrent la basilique et la Vierge fut cette fois détruite. On la remplaça au début du XVIIe siècle par une réplique réalisée à partir des descriptions des religieux. Alors que la reconstruction de la basilique nécessita de nombreuses années, on s’attela aussi à la construction d’une fortification de 1,5 km de circonférence et de 8 m de haut pour protéger le bourg des attaques. Les portes de Blois et d’Orléans furent construites. Cependant les deniers manquèrent et la construction resta fragile et inachevée.

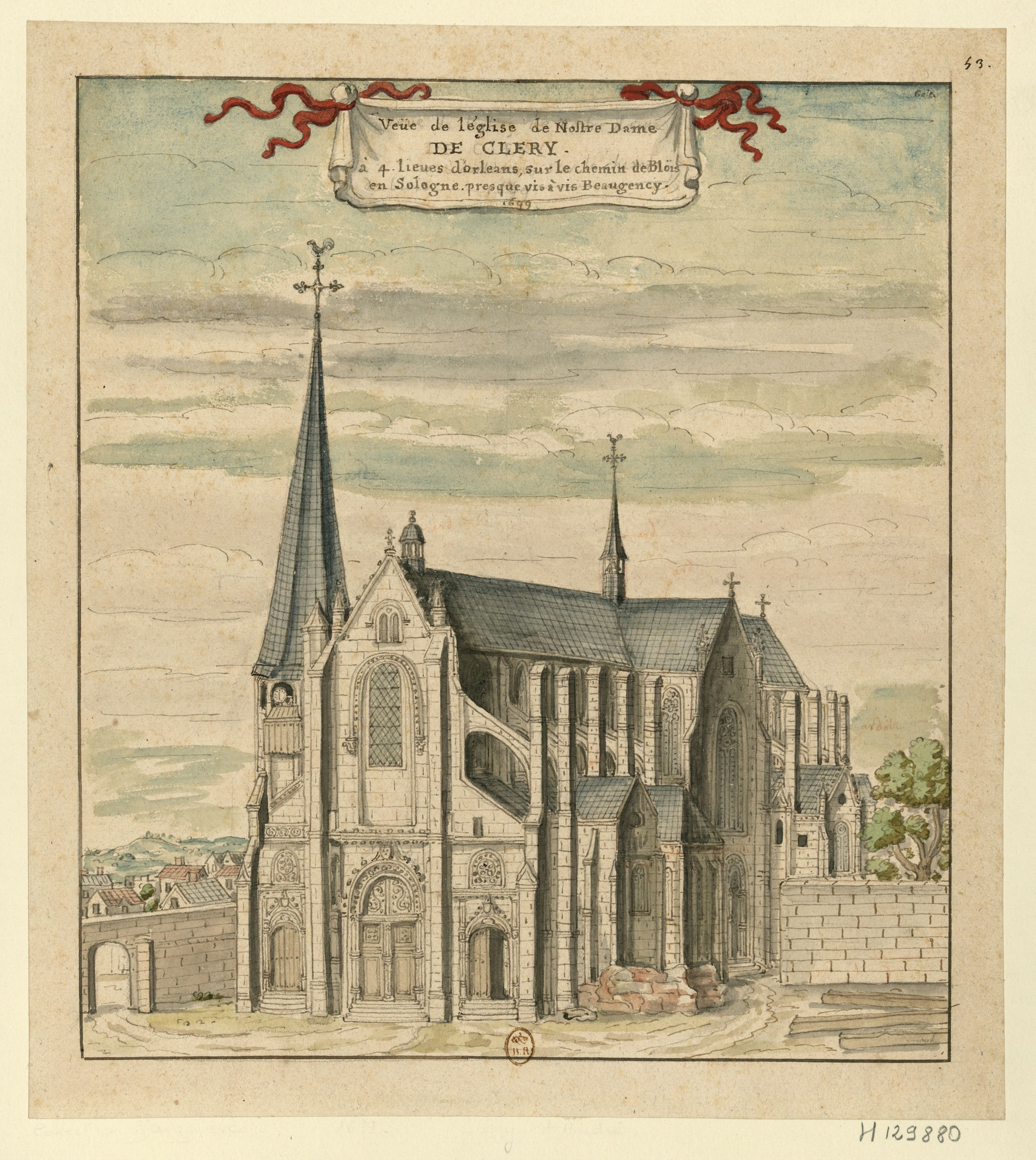
La basilique en 1699.

Le dessin le plus ancien de la basilique, en 1699, présente bien l’aspect général de Cléry avec une basilique possédant une flèche et bordée d’une fortification, toutes deux absentes aujourd’hui. La flèche, retirée en 1710, était placée sur le clocher, seul élément subsistant de l'ancienne église du XIIIe siècle.
Au XVIIe siècle, les châteaux de l’Émerillon et du Mardereau furent construits. En 1744 la route départementale devant remplacer le chemin Rémy fut construite. Elle passait par le centre du bourg et fut d'abord appelée nouveau chemin Rémy. Durant la Révolution française, la municipalité de Cléry évita la vente et la destruction de la basilique. Cependant beaucoup d’éléments furent vendus ou détruits comme la statue de Louis XI, le tombeau de Louis XI fut quant à lui profané par un révolutionnaire de Beaugency.
Les deux villages de Cléry et de Saint-André sont réunies par le décret du 15 juin 1791. Le nom actuel de la commune date d'un décret du 30 novembre 1918.
Au XIXe siècle, sous Napoléon III, de nombreuses fouilles archéologiques ainsi que la restauration de la basilique furent entreprises. Les projets de restauration, non réalisés, de Juste Lisch en 1868 prévoyaient de reconstruire la flèche et de peindre l'intérieur de la basilique. En 1871 quelques dégradations furent commises par des Prussiens et le 26 juillet 1926, le trésor de la basilique fut volé. Un chemin de fer des tramways de Sologne traversant la commune et desservant Cléry fut construit au début du XXe siècle. En 1944, une bombe alliée détruisit une habitation et tua ses occupants, la famille Lecoeur : depuis la rue porte le nom de rue Ephrem-Lecoeur.
Jusqu’aux années 1970, on peut dire que Cléry se résumait à deux rangées de maisons de part et d’autre de la route départementale, au groupement de maisons à Saint-André, à des maisons placées le long de quelques autres routes ainsi qu’à une série de fermes dispersées. Le développement récent s’est caractérisé par les constructions successives d’environ six lotissements sur les parties est et sud est de la ville, et par la multiplication des maisons particulières : les données démographiques montrent en effet un regain de population après la Seconde Guerre mondiale dans un contexte de rurbanisation de la périphérie orléannaise.

### Climat
Pour des articles plus généraux, voir Climat du Centre-Val de Loire et Climat du Loiret.
En 2010, le climat de la commune est de type climat océanique dégradé des plaines du Centre et du Nord, selon une étude du CNRS s'appuyant sur une série de données couvrant la période 1971-2000. En 2020, Météo-France publie une typologie des climats de la France métropolitaine dans laquelle la commune est exposée à un climat océanique altéré et est dans la région climatique Moyenne vallée de la Loire, caractérisée par une bonne insolation (1 850 h/an) et un été peu pluvieux.
Pour la période 1971-2000, la température annuelle moyenne est de 11 °C, avec une amplitude thermique annuelle de 15,2 °C. Le cumul annuel moyen de précipitations est de 679 mm, avec 10,9 jours de précipitations en janvier et 7 jours en juillet. Pour la période 1991-2020, la température moyenne annuelle observée sur la station météorologique de Météo-France la plus proche, sur la commune de Ligny-le-Ribault à 15 km à vol d'oiseau, est de 11,6 °C et le cumul annuel moyen de précipitations est de 741,2 mm,. Pour l'avenir, les paramètres climatiques de la commune estimés pour 2050 selon différents scénarios d'émission de gaz à effet de serre sont consultables sur un site dédié publié par Météo-France en novembre 2022.

## Urbanisme

### Typologie
Au 1er janvier 2024, Cléry-Saint-André est catégorisée bourg rural, selon la nouvelle grille communale de densité à sept niveaux définie par l'Insee en 2022.
Elle appartient à l'unité urbaine de Cléry-Saint-André, une unité urbaine monocommunale constituant une ville isolée,. Par ailleurs la commune fait partie de l'aire d'attraction d'Orléans, dont elle est une commune de la couronne,. Cette aire, qui regroupe 136 communes, est catégorisée dans les aires de 200 000 à moins de 700 000 habitants,.

### Occupation des sols
L'occupation des sols de la commune, telle qu'elle ressort de la base de données européenne d’occupation biophysique des sols Corine Land Cover (CLC), est marquée par l'importance des territoires agricoles (65,6 % en 2018), en diminution par rapport à 1990 (69,6 %). La répartition détaillée en 2018 est la suivante : terres arables (44,5 %), forêts (20,4 %), zones urbanisées (12,5 %), prairies (11 %), zones agricoles hétérogènes (10,1 %), milieux à végétation arbustive et/ou herbacée (1,5 %).
L'évolution de l’occupation des sols de la commune et de ses infrastructures peut être observée sur les différentes représentations cartographiques du territoire : la carte de Cassini (XVIIIe siècle), la carte d'état-major (1820-1866) et les cartes ou photos aériennes de l'IGN pour la période actuelle (1950 à aujourd'hui).

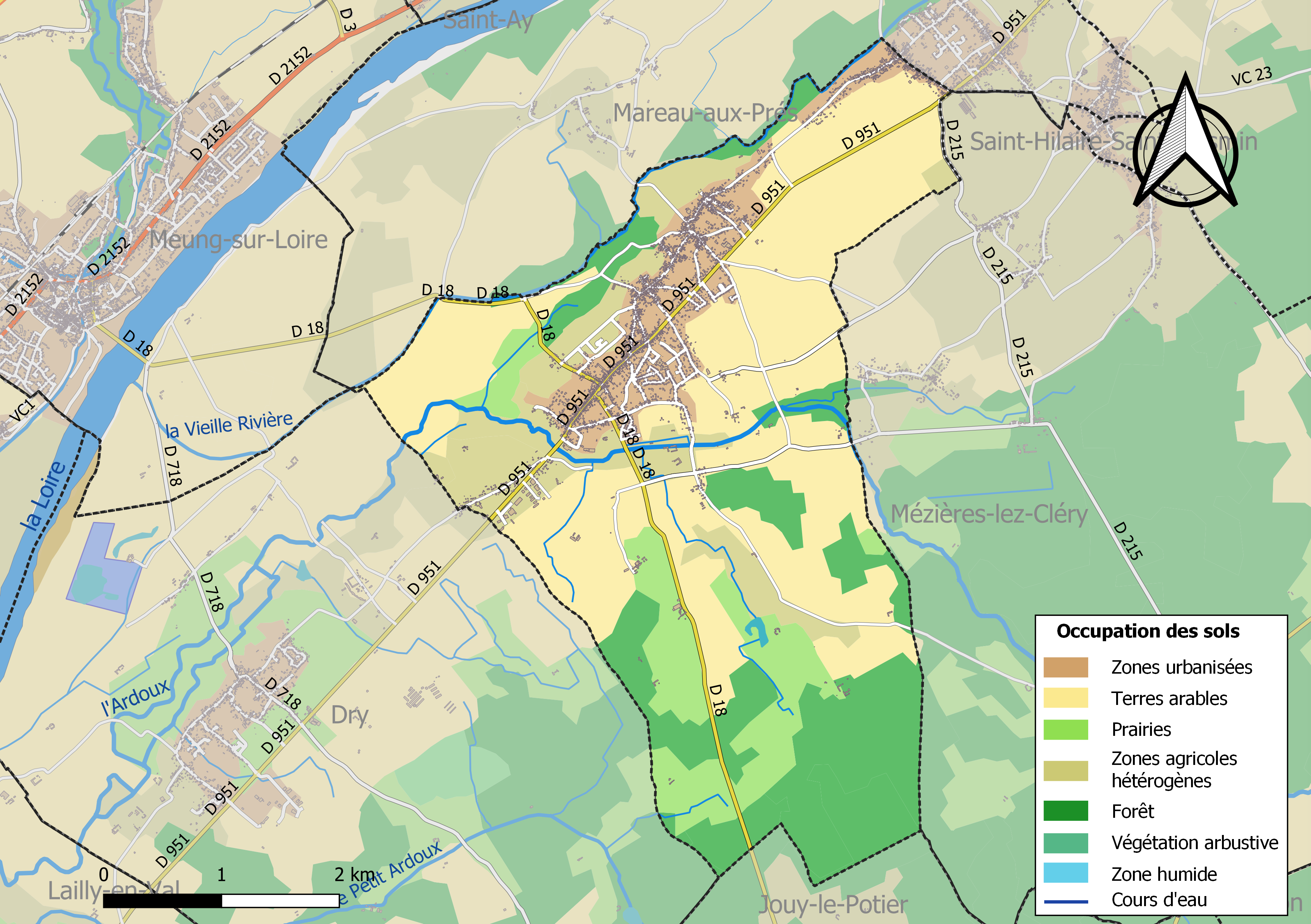
Carte des infrastructures et de l'occupation des sols de la commune en 2018 (CLC).
Carte orthophotographique de la commune en 2016.

### Planification

#### Plan local d'urbanisme
La commune prescrit l'élaboration d'un plan d'occupation des sols en octobre 1977. Le document est approuvé en février 1983 puis révisé en septembre 2000,.
La loi relative à la solidarité et au renouvellement urbains du 13 décembre 2000, dite loi SRU, complétée par la loi urbanisme et habitat du 2 juillet 2003, marque une évolution de la planification urbaine en créant notamment les plans locaux d’urbanisme (PLU), vecteurs de projets de territoire, appelés à se substituer progressivement aux plans d’occupation des sols. Le PLU contient deux éléments nouveaux par rapport au POS : le plan d'aménagement et de développement durable (PADD), qui exprime le projet de la ville par des orientations générales en matière d'urbanisme, de développement, d'équipement et de préservation de l'environnement et les orientations d'aménagement et de programmation (OAP) qui correspondent à des zooms qui peuvent porter sur des quartiers ou secteurs à mettre en valeur, réhabiliter, restructurer ou aménager, ou sur l'aménagement d'un espace public, etc. Dans ce cadre la commune prescrit l'élaboration d'un PLU en juillet 2008. Le document est approuvé en juin 2004 puis révisé en décembre 2011. Le document est modifié en avril 2013 puis une nouvelle modification est lancée en janvier 2015 en application de la loi pour l'accès au logement et un urbanisme rénové (dite Loi ALUR).

#### Documents d'orientations intercommunaux
La commune est membre du Pays Sologne Val-sud, qui regroupe 29 des communes de la Sologne du Loiret. Ce pays impose un certain nombre de contraintes, que les documents d’urbanisme doivent respecter en étant compatibles avec les documents d’orientations du Pays. Le pays a notamment élaboré une charte architecturale et paysagère en 2005.
En 2012 les Pays Forêt d'Orléans Val de Loire, Loire Beauce et Sologne Val Sud sont les seuls territoires du département du Loiret ne disposant pas de schéma de cohérence territoriale (SCoT). Compte tenu de l'intérêt de cet outil pour l'avenir des territoires, les élus de ces pays décident d'engager une démarche d'élaboration de SCOT. Le comité syndical du Pays Sologne Val Sud se prononce majoritairement en mars 2013 pour prendre la compétence SCoT dans ses statuts. Les quatre communautés de communes qui composent le Pays délibèrent en avril et mai 2013 pour confier l'élaboration, la gestion et le suivi du SCoT au Pays Sologne Val Sud. Les compétences sont modifiées en ce sens en juin 2013, le périmètre du SCoT est arrêté par le préfet le 10 octobre 2013. Après étude et concertation de 2014 à 2017, le document doit être approuvé en 2018.

### Voies de communication et transports

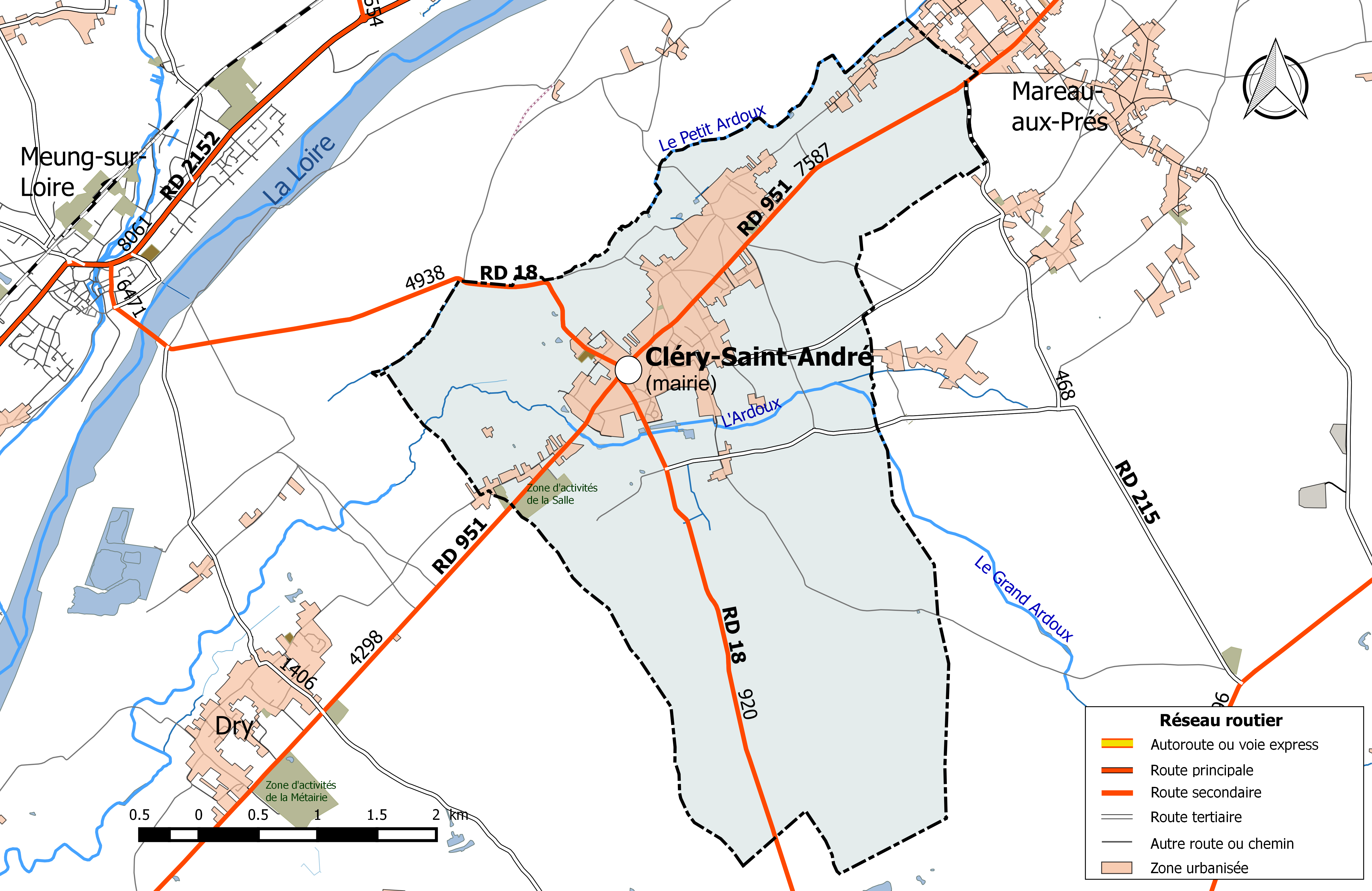
Réseau routier principal de la commune de Cléry-Saint-André (avec indication du trafic routier 2014).

#### Infrastructures routières
La commune est traversée par deux routes départementales structurantes : la RD951 et la RD 18.
La RD 951, qui est l'artère principale du bourg, est l'ancienne route nationale 751, qui avait été créée en 1933 et était définie comme la route de Cosne-sur-Loire à la pointe de Saint-Gildas par la rive gauche de la Loire. La section traversant le Loiret, reliant Beaulieu-sur-Loire à Lailly-en-Val, a été transférée au département du Loiret par arrêté du 22 décembre 1972. En 2014, elle supporte sur le territoire communal un trafic de 7 587 véhicules/jour dà l'est du bourg et de 4298 à l'ouest. La RD 18 (4 938 véhicules/jour au nord du bourg en direction de Meung-sur-Loire) relie quant à elle Meung-sur-Loire à La Ferté-Saint-Aubin.
Complétant ces voies, la commune est sillonnée de plusieurs voies communales et chemins ruraux desservant ses fermes et hameaux et les bourgs environnants.

#### Transports en commun
La commune est desservie par la ligne 8 de transports par autocar du réseau Ulys du Conseil départemental du Loiret qui relie Saint-Laurent-Nouan - Lailly-en-Val à Orléans via Cléry-Saint-André. Cette ligne propose un nombre de dessertes variable en fonction des jours ouvrables de la semaine. Des correspondances SNCF sont assurées à la gare d'Orléans et TAO et Transbeauce à la Gare routière d'Orléans.
Les autocars du réseau Ulys (Rapides du Val de Loire) dans la direction Orléans centre - Saint-Laurent-Nouan et pour usage scolaire dans les directions Mareau-aux-Prés - Beaugency, Meung-sur-Loire - Mareau-aux-Prés et Messas - Orléans-la-Source.
Une gare des tramways de Sologne se situait dans la commune.

### Risques majeurs

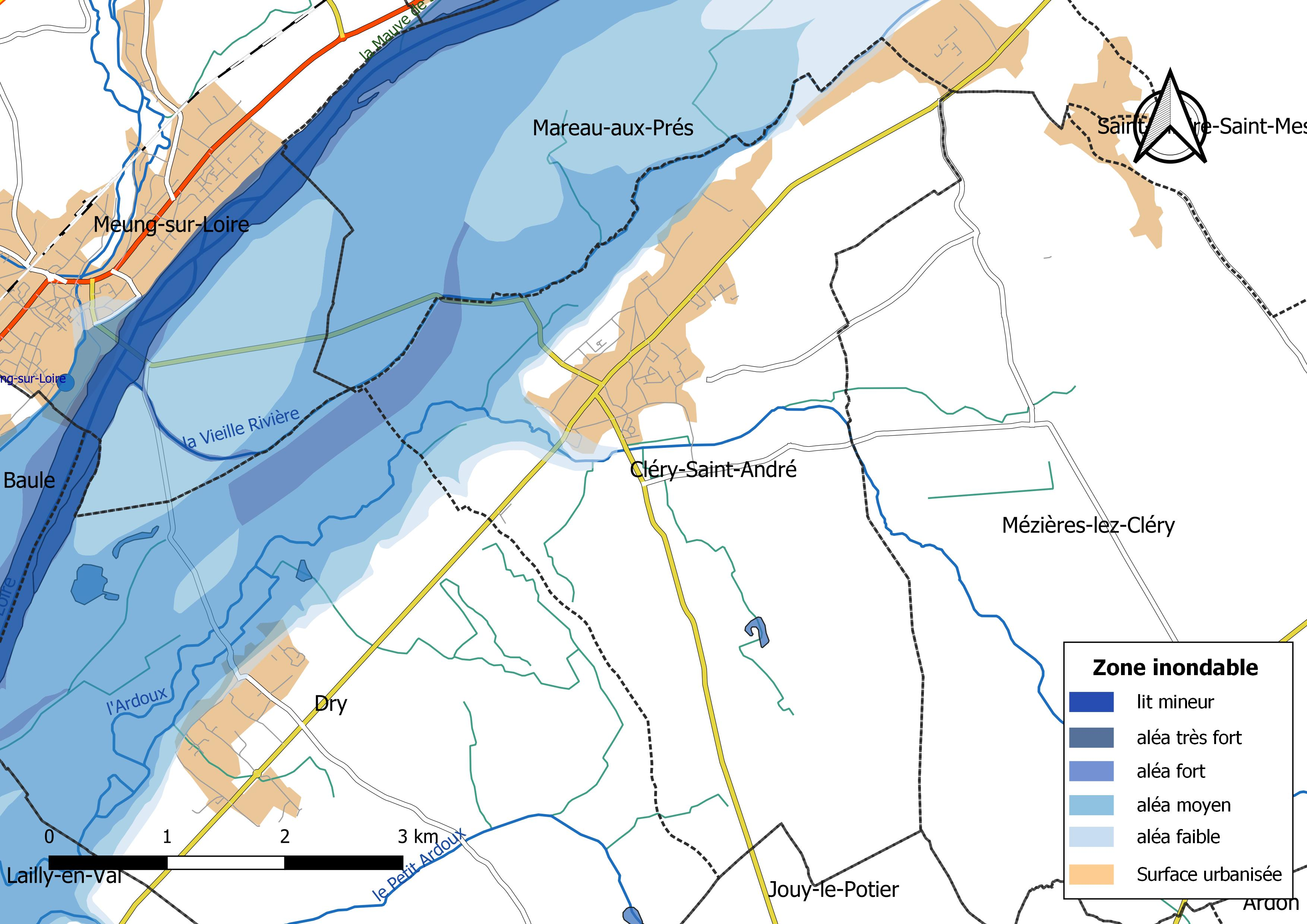
Zone inondable de la commune de Cléry-Saint-André.

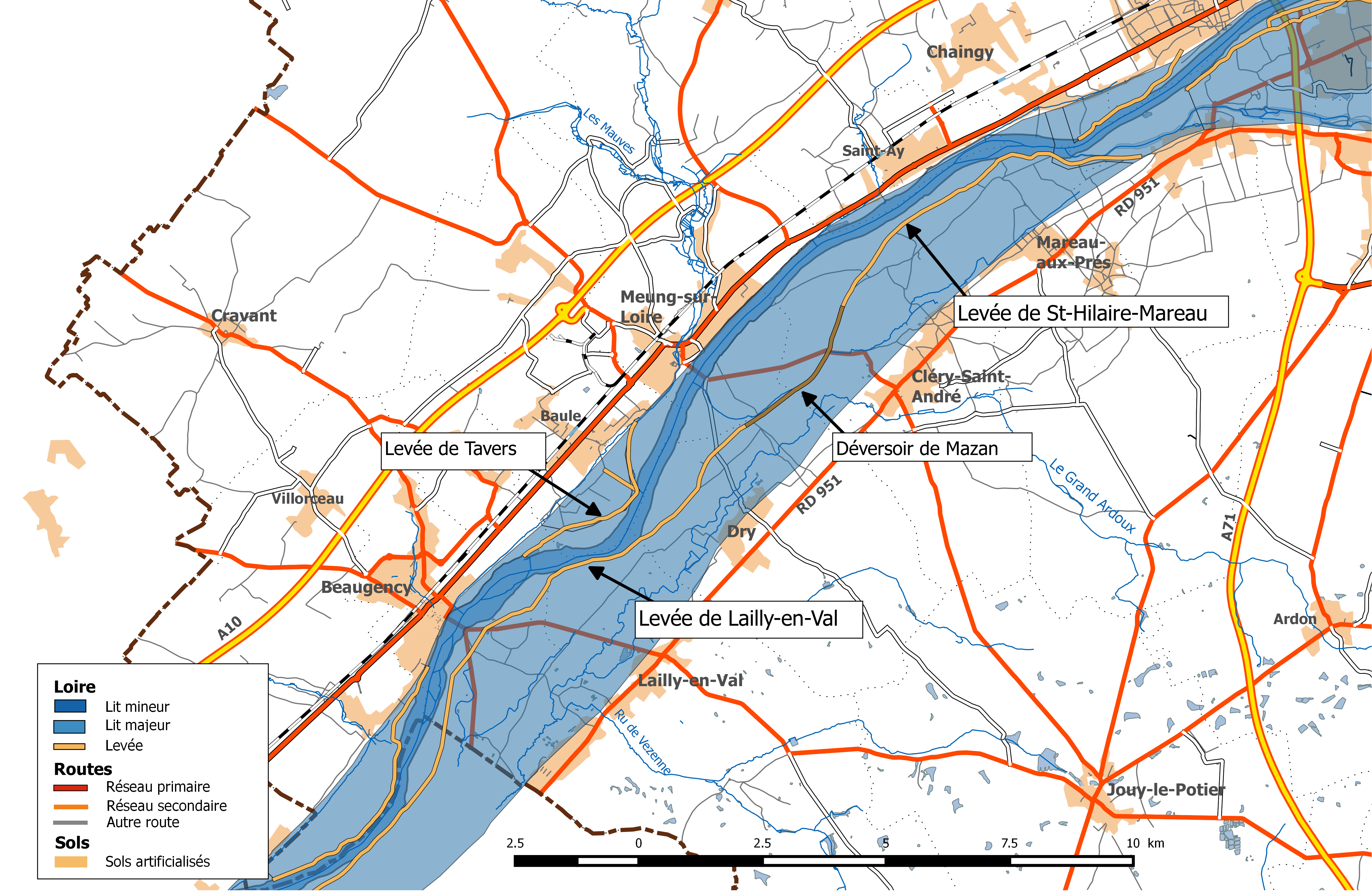
Système d'endiguement du val d'Ardoux.

La commune de Cléry-Saint-André est vulnérable à différents aléas naturels : inondations (par débordement de la Loire), climatiques (hiver exceptionnel ou canicule), mouvements de terrains ou sismique (sismicité très faible). Elle est également exposée à deux risques technologiques : le risque nucléaire et le risque de transport de matières dangereuses.
Entre 1989 et 2019, cinq arrêtés ministériels ayant porté reconnaissance de catastrophe naturelle ont été pris pour le territoire de la commune : deux pour des inondations et coulées de boues et trois pour des mouvements de terrains.

#### Risques naturels
La zone inondable de la commune fait partie du val d'Ardoux et ne concerne qu'une petite partie de la commune. Il s’agit d’une bande étroite (300 m environ) à l'est du Petit Ardoux ainsi que les rives de la rivière le Grand Ardoux, affluent de la Loire, au sud-ouest de la commune. La première zone, entre la Loire et l’Ardoux, est occupée par des prés et des champs et seulement une ferme. Par contre, la vallée du Grand Ardoux est occupée par quelques équipements publics et des habitations. Le bourg est presque en totalité hors d’eau même en cas de crue centennale mais la partie Saint-André est très proche de la limite. Parmi les biens situés en zone inondable figurent : une usine à l’entrée de la zone inondable du Grand Ardoux, deux terrains et trois bâtiments sportifs (aléa faible), presque une quinzaine de maisons et résidences secondaires situées sur la rive droite de l'Ardoux (aléa moyen) et une station d'épuration. Le risque d'inondation est pris en compte dans l'aménagement du territoire de la commune par le biais du Plan de prévention du risque inondation (PPRI) du val d'Ardoux, approuvé le 20 janvier 2015.
Le territoire de la commune peut également être concerné par un risque d'effondrement de cavités souterraines non connues. Une cartographie départementale de l'inventaire des cavités souterraines et des désordres de surface a été réalisée. Il a été recensé sur la commune plusieurs effondrements de cavités.
Par ailleurs, le sol du territoire communal peut faire l'objet de mouvements de terrain liés à la sècheresse. Le phénomène de retrait-gonflement des argiles est la conséquence d'un changement d'humidité des sols argileux. Les argiles sont capables de fixer l'eau disponible mais aussi de la perdre en se rétractant en cas de sècheresse. Ce phénomène peut provoquer des dégâts très importants sur les constructions (fissures, déformations des ouvertures) pouvant rendre inhabitables certains locaux. Celui-ci a particulièrement affecté le Loiret après la canicule de l'été 2003. Une grande partie du territoire de la commune, dont le bourg, est exposée à un aléa « moyen » face à ce risque, selon l'échelle définie par le Bureau de recherches géologiques et minières (BRGM).
Depuis le 22 octobre 2010, la France dispose d’un nouveau zonage sismique divisant le territoire national en cinq zones de sismicité croissante. La commune, à l’instar de l’ensemble du département, est concernée par un risque très faible.

#### Risques technologiques
Dans le domaine des risques technologiques, une partie du territoire de la commune peut être concernée par le risque nucléaire. En cas d’accident grave, certaines installations nucléaires sont en effet susceptibles de rejeter dans l’atmosphère de l’iode radioactif. Or la commune se situe en totalité à l'intérieur du périmètre de 20 km du Plan particulier d'intervention de la centrale nucléaire de Saint-Laurent-des-Eaux. À ce titre les habitants de la commune, comme tous ceux résidant dans le périmètre proche de 20 km de la centrale ont bénéficié, à titre préventif, d'une distribution de comprimés d’iode stable dont l’ingestion avant rejet radioactif permet de pallier les effets sur la thyroïde d’une exposition à de l’iode radioactif. En cas d'incident ou d'accident nucléaire, des consignes de confinement ou d'évacuation peuvent être données et les habitants peuvent être amenés à ingérer, sur ordre du préfet, les comprimés en leur possession.
La commune est exposée au risque de transport de matières dangereuses, en raison du passage sur son territoire d'un itinéraire routier structurant supportant un fort trafic (l'autoroute A71),.

## Politique et administration

### Découpage territorial

#### Bloc communal: Commune et intercommunalités
La paroisse de Cleri acquiert le statut de municipalité avec le décret du 12 novembre 1789 de l'Assemblée Nationale puis celui de « commune », au sens de l'administration territoriale actuelle, par le décret de la Convention nationale du 10 brumaire an II (31 octobre 1793). Saint-André fut une paroisse puis une commune indépendante jusqu'en l'an III, année de son absorption par Cléry. Il faut enfin attendre la loi du 5 avril 1884 sur l'organisation municipale pour qu'un régime juridique uniforme soit défini pour toutes les communes de France, point de départ de l’affirmation progressive des communes face au pouvoir central.
La commune est orthographiée Notre-Dame-de-Cléry dans l'arrêté de 1801. En 1918, la Chambre de Commerce de Paris émet le souhait « qu'un nom de complément soit donné aux localités qui portent une dénomination identique » afin d'éviter toute confusion dans les transmissions postales et le transport des marchandises. Le gouvernement accueille favorablement cette demande et le 7 juin 1918 le préfet du Loiret invite 82 communes du Loiret ayant des homonymes dans d'autres départements à compléter leur nom. Vingt-trois conseils municipaux refusent. La commune de Notre-Dame-de-Cléry, quant à elle, prend le nom de Cléry-Saint-André à la suite du décret du 30 novembre 1918.
La commune est membre de la Communauté de communes du Val d'Ardoux depuis sa création le 31 décembre 1998, une intercommunalité issue de la transformation en communauté de communes de l'ancien SIVOM de la région de Cléry-Saint-André, créé en décembre 1964. Depuis le 1er janvier 2017, la commune est membre de la communauté de communes des Terres du Val de Loire.

#### Circonscriptions de rattachement
Sous l'Ancien Régime, à la veille des États généraux de 1789, la paroisse de Cleri était rattachée sur le plan ecclésiastique à l'ancien diocèse d'Orléans, sur le plan judiciaire au bailliage d'Orléans , sur le plan militaire au gouvernement d'Orléans et sur le plan administratif à la généralité d'Orléans, élection d'Orléans,.
La loi du 22 décembre 1789 divise le pays en 83 départements découpés chacun en six à neuf districts eux-mêmes découpés en cantons regroupant des communes. Les districts, tout comme les départements, sont le siège d’une administration d’État et constituent à ce titre des circonscriptions administratives. La commune de Cleri est alors incluse dans le canton de Cleri, le district de Beaugency et le département du Loiret.
La recherche d’un équilibre entre la volonté d’organiser une administration dont les cadres permettent l’exécution et le contrôle des lois d’une part, et la volonté d’accorder une certaine autonomie aux collectivités de base (paroisses, bourgs, villes) d’autre part, s’étale de 1789 à 1838. Les découpages territoriaux évoluent ensuite au gré des réformes visant à décentraliser ou recentraliser l'action de l'État. La régionalisation fonctionnelle des services de l'État (1945-1971) aboutit à la création de régions. L'acte I de la décentralisation de 1982-1983 constitue une étape importante en donnant l'autonomie aux collectivités territoriales, régions, départements et communes. L'acte II intervient en 2003-2006, puis l'acte III en 2012-2015.
Le tableau suivant présente les rattachements, au niveau infra-départemental, de la commune de Cléry-Saint-André aux différentes circonscriptions administratives et électorales ainsi que l'historique de l'évolution de leurs territoires.
| Circonscription             | Nom                 | Période   | Type                         | Évolution du découpage territorial |
| --------------------------- | ------------------- | --------- | ---------------------------- | --- |
| District                    | Beaugency           | 1790-1795 | Administrative               | La commune est rattachée au district de Beaugency de 1790 à 1795,. La Constitution du 5 fructidor an III, appliquée à partir de vendémiaire an IV (1795) supprime les districts, rouages administratifs liés à la Terreur, mais maintient les cantons qui acquièrent dès lors plus d'importance. |
| Canton                      | Cleri               | 1790-1801 | Administrative et électorale | Le 10 février 1790, la municipalité de Cleri est rattachée au canton de Cleri,. Les cantons sont supprimés, en tant que découpage administratif, par une loi du 26 juin 1793, et ne conservent qu'un rôle électoral. Ils permettent l’élection des électeurs du second degré chargés de désigner les députés. Les cantons acquièrent une fonction administrative avec la disparition des districts en 1795. |
| Canton                      | Notre-Dame-de-Cléry | 1801-2015 | Administrative et électorale | Sous le Consulat, un redécoupage territorial visant à réduire le nombre de justices de paix ramène le nombre de cantons dans le Loiret de 59 à 31. Cleri est alors rattachée par arrêté du 9 vendémiaire an X (30 septembre 1801) au canton de Notre-Dame-de-Cléry, sous le nom de Notre-Dame-de-Cléry,. |
| Canton                      | Beaugency           | 2015-     | Électorale                   | La loi du 17 mai 2013 et ses décrets d'application publiés en février et mars 2014 introduisent un nouveau découpage territorial pour les élections départementales. La commune est alors rattachée au nouveau canton de Beaugency. Depuis cette réforme, plus aucun service de l'État n'exerce sa compétence sur un territoire s'appuyant sur le nouveau découpage cantonal. Le canton a disparu en tant que circonscription administrative de l'État ; il est désormais uniquement une circonscription électorale dédiée à l'élection d'un binôme de conseillers départementaux siégeant au conseil départemental. |
| Arrondissement              | Orléans             | 1801-     | Administrative               | Notre-Dame-de-Cléry est rattachée à l'arrondissement d'Orléans depuis sa création en 1801,. |
| Circonscription législative | 1re circonscription | 2010-     | Électorale                   | Lors du découpage législatif de 1986, le nombre de circonscriptions législatives passe dans le Loiret de 4 à 5. Un nouveau redécoupage intervient en 2010 avec la loi du 23 février 2010. En attribuant un siège de député « par tranche » de 125 000 habitants, le nombre de circonscriptions par département varie désormais de 1 à 21,. Dans le Loiret, le nombre de circonscriptions passe de cinq à six. La réforme n'affecte pas Cléry-Saint-André qui reste rattachée à la première circonscription. |

#### Collectivités de rattachement
La commune de Cléry-Saint-André est rattachée au département du Loiret et à la région Centre-Val de Loire, à la fois circonscriptions administratives de l'État et collectivités territoriales.

### Politique et administration municipales

#### Conseil municipal et maire
Depuis les élections municipales de 2014, le conseil municipal de Cléry-Saint-André, commune de plus de 1 000 habitants, est élu au scrutin proportionnel de liste à deux tours (sans aucune modification possible de la liste), pour un mandat de six ans renouvelable. Il est composé de 23 membres. L'exécutif communal est constitué par le maire, élu par le conseil municipal, parmi ses membres, pour un mandat de six ans, c'est-à-dire pour la durée du mandat du conseil. Gérard Corgnac est maire depuis 2014.
| Période       | Période        | Identité                  | Étiquette                     | Qualité |
| ------------- | -------------- | ------------------------- | ----------------------------- | --- |
| 1885          | 1891           | Pierre Marquis de Tristan |                               | |
| 1891          |                | Pierre Milon              |                               | |
|               |                | Nicolas Mathurin Fustier  |                               | Notaire Conseiller général (1833-1842) |
|               |                | Émile Gebauer             |                               | Docteur en médecine Conseiller général (1883) |
|               |                | Eugène Genneau            |                               | Rentier Conseiller général (1925-1931) |
| octobre 1937  | septembre 1944 | Pierre Jean de Tristan    | DVD                           | Propriétaire Conseiller général (1937-1940) |
| 1965          | 1985 (décès)   | Jacques de Tristan        | DVD                           | Ingénieur agronome Conseiller général (1970-1985)                                                                                                  |
| décembre 1985 |                | Michel Bridart            | DVD                           | Médecin Conseiller général (1985-1996) |
| juin 1995     | mars 2014      | Clément Oziel             | DVD puis DL puis UMP puis DVD | Chirurgien-dentiste Conseiller général (1996-2015) Vice-président du conseil général du Loiret Président du syndicat mixte du Pays Sologne Val-Sud |
| mars 2014     | En cours       | Gérard Corgnac,           |                               | Ancien cadre (11 ans de mandat) |

## Équipements et services

### Environnement

#### Gestion des déchets
Au 31 décembre 2016, la commune est membre du syndicat mixte intercommunal pour le ramassage et le traitement des ordures ménagères (SMIRTOM) de la région de Beaugency, créé en 1971. Celui-ci assure la collecte et le traitement des ordures ménagères résiduelles en porte à porte, des emballages ménagers recyclables en porte à porte ou en points d’apport volontaire, du verre en points d’apport volontaire et des papiers en points d’apport volontaire. Un réseau de sept déchèteries, dont une est située sur le territoire communal, accueille les encombrants et autres déchets spécifiques (déchets verts, déchets dangereux, gravats, ferraille, cartons…). L'élimination et la valorisation énergétique des déchets est effectuée dans l'UIOM de Saran depuis 1996, exploitée par la société Orvade, filiale du groupe Véolia, par délégation de service de la communauté urbaine Orléans-Métropole.
La loi NOTRe du 7 août 2015 rend obligatoire l’exercice de la compétence « gestion des déchets ménagers » pour les communautés de communes à partir du 1er janvier 2017, qui ne fait donc désormais plus partie des compétences de la commune mais de celle de la communauté de communes des Terres du Val de Loire. Dans ce cadre, le préfet du Loiret indique dans un courrier du 28 décembre 2016 aux présidents des communautés de communes concernées que le SMIRTOM de la région de Beaugency sera dissout le 30 juin 2017.

#### Production et distribution d'eau
Le service public d’eau potable est une compétence obligatoire des communes depuis l’adoption de la loi du 30 décembre 2006 sur l’eau et les milieux aquatiques. Au 31 décembre 2016, la production et la distribution de l'eau potable sur le territoire communal sont assurées par le syndicat des eaux et de l'Assainissement de Cléry-Saint-André - Mareau - Mézières - Les Muids de Saint-Hilaire (C3M), un syndicat créé en 2001 desservant quatre communes : Cléry-Saint-André, Mareau-aux-Prés, Mézières-lez-Cléry et Saint-Hilaire-Saint-Mesmin,,.
La loi NOTRe du 7 août 2015 prévoit que le transfert des compétences « eau et assainissement » vers les communautés de communes sera obligatoire à compter du 1er janvier 2020. Le transfert d’une compétence entraîne de facto la mise à disposition gratuite de plein droit des biens, équipements et services publics utilisés, à la date du transfert, pour l'exercice de ces compétences et la substitution de la communauté dans les droits et obligations des communes,.

#### Assainissement
La compétence assainissement, qui recouvre obligatoirement la collecte, le transport et l’épuration des eaux usées, l’élimination des boues produites, ainsi que le contrôle des raccordements aux réseaux publics de collecte, est assurée par le Syndicat des Eaux et de l'Assainissement de Cléry-Saint-André - Mareau - Mézières - Les Muids de Saint-Hilaire (C3M), affermageaffermage.
La commune est raccordée à une station d'épuration située sur le territoire communal, mise en service le 1er janvier 2004 et dont la capacité nominale de traitement est de 6 000 EH, soit 1 050 m3/jour. Cet équipement utilise un procédé d'épuration biologique dit « à boues activées ». Son exploitation est assurée en 2017 par VEOLIA EAU - OLIVET,.
L’assainissement non collectif (ANC) désigne les installations individuelles de traitement des eaux domestiques qui ne sont pas desservies par un réseau public de collecte des eaux usées et qui doivent en conséquence traiter elles-mêmes leurs eaux usées avant de les rejeter dans le milieu naturel. Depuis le 1er janvier 2017, la Communauté de communes des Terres du Val de Loire assure le service public d'assainissement non collectif (SPANC), après la fusion des communautés de communes du Val des Mauves, du Canton de Beaugency, du Val d'Ardoux et de la Beauce oratorienne située dans le Loir-et-Cher qui l'assuraient auparavant. Celui-ci a pour mission de vérifier la bonne exécution des travaux de réalisation et de réhabilitation, ainsi que le bon fonctionnement et l’entretien des installations.

### Services
La commune dispose d'un bureau de poste, d'un cabinet médical, d'une caserne de pompiers, d'une gendarmerie, d'une pharmacie et accueille la déchèterie intercommunale du canton.

## Population et société

### Démographie
L'évolution du nombre d'habitants est connue à travers les recensements de la population effectués dans la commune depuis 1793. Pour les communes de moins de 10 000 habitants, une enquête de recensement portant sur toute la population est réalisée tous les cinq ans, les populations de référence des années intermédiaires étant quant à elles estimées par interpolation ou extrapolation. Pour la commune, le premier recensement exhaustif entrant dans le cadre du nouveau dispositif a été réalisé en 2004.
En 2022, la commune comptait 3 540 habitants, en évolution de +2,55 % par rapport à 2016 (Loiret : +1,89 %, France hors Mayotte : +2,11 %).
| 1793  | 1800  | 1806  | 1821  | 1831  | 1836  | 1841  | 1846  | 1851  |
| ----- | ----- | ----- | ----- | ----- | ----- | ----- | ----- | ----- |
| 2 439 | 2 224 | 2 215 | 2 374 | 2 510 | 2 570 | 2 578 | 2 613 | 2 746 |

| 1856  | 1861  | 1866  | 1872  | 1876  | 1881  | 1886  | 1891  | 1896  |
| ----- | ----- | ----- | ----- | ----- | ----- | ----- | ----- | ----- |
| 2 705 | 2 765 | 2 800 | 2 828 | 2 882 | 2 953 | 2 766 | 2 745 | 2 558 |

| 1901  | 1906  | 1911  | 1921  | 1926  | 1931  | 1936  | 1946  | 1954  |
| ----- | ----- | ----- | ----- | ----- | ----- | ----- | ----- | ----- |
| 2 503 | 2 388 | 2 093 | 1 903 | 1 901 | 1 813 | 1 705 | 1 741 | 1 802 |

| 1962  | 1968  | 1975  | 1982  | 1990  | 1999  | 2004  | 2006  | 2009  |
| ----- | ----- | ----- | ----- | ----- | ----- | ----- | ----- | ----- |
| 1 835 | 1 860 | 2 019 | 2 232 | 2 506 | 2 718 | 2 927 | 3 005 | 3 220 |

| 2014  | 2019  | 2022  | - | - | - | - | - | - |
| ----- | ----- | ----- | - | - | - | - | - | - |
| 3 373 | 3 425 | 3 540 | - | - | - | - | - | - |

## Économie
- Entreprise pharmaceutique : CS dermatologie
- Fabrication d'étiquettes : Cin'étiq
- Charcuterie industrielle : Les salaisons du val de Loire

## Enseignement
Cléry-Saint-André est située dans l'académie d'Orléans-Tours et dans la circonscription de Saint Pryvé - Saint Mesmin. La commune possède une école maternelle, une école élémentaire et un collège publics ainsi qu'une école primaire privée.
Les établissements scolaires de la ville sont les suivants :
- le collège public Jacques-De-Tristan ;
- les écoles maternelle et élémentaire publiques des Bergerêts ;
- l'école primaire privée Notre-Dame.

## Culture locale et patrimoine

### Lieux et monuments
La basilique Notre-Dame, construite du XIVe siècle (clocher) au milieu du XVe siècle (corps principal), elle est de style gothique. Elle contient le tombeau de Louis XI (en particulier son crâne) et le cénotaphe dont l'original a été détruit pendant les guerres de Religion et remplacé en 1622 par le sculpteur Michel Bourdin.
Notre-Dame de Cléry est mentionnée dans la comptine enfantine le Carillon de Vendôme :
Mes amis, que reste-t-il 
A ce Dauphin si gentil?
Orléans, Beaugency, Notre-Dame de Cléry,
Vendôme, Vendôme.

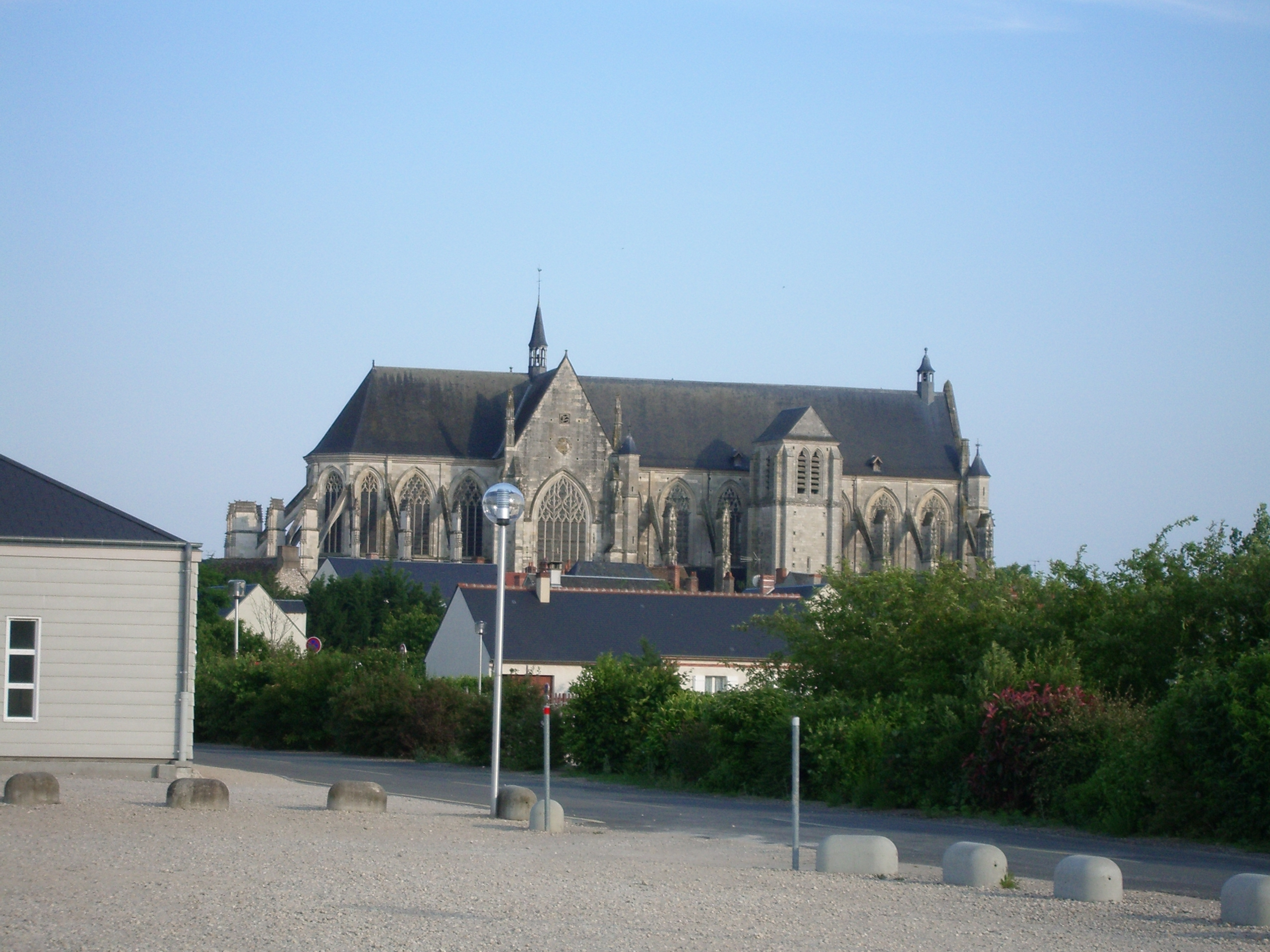
La basilique Notre-Dame de Cléry, façade nord.
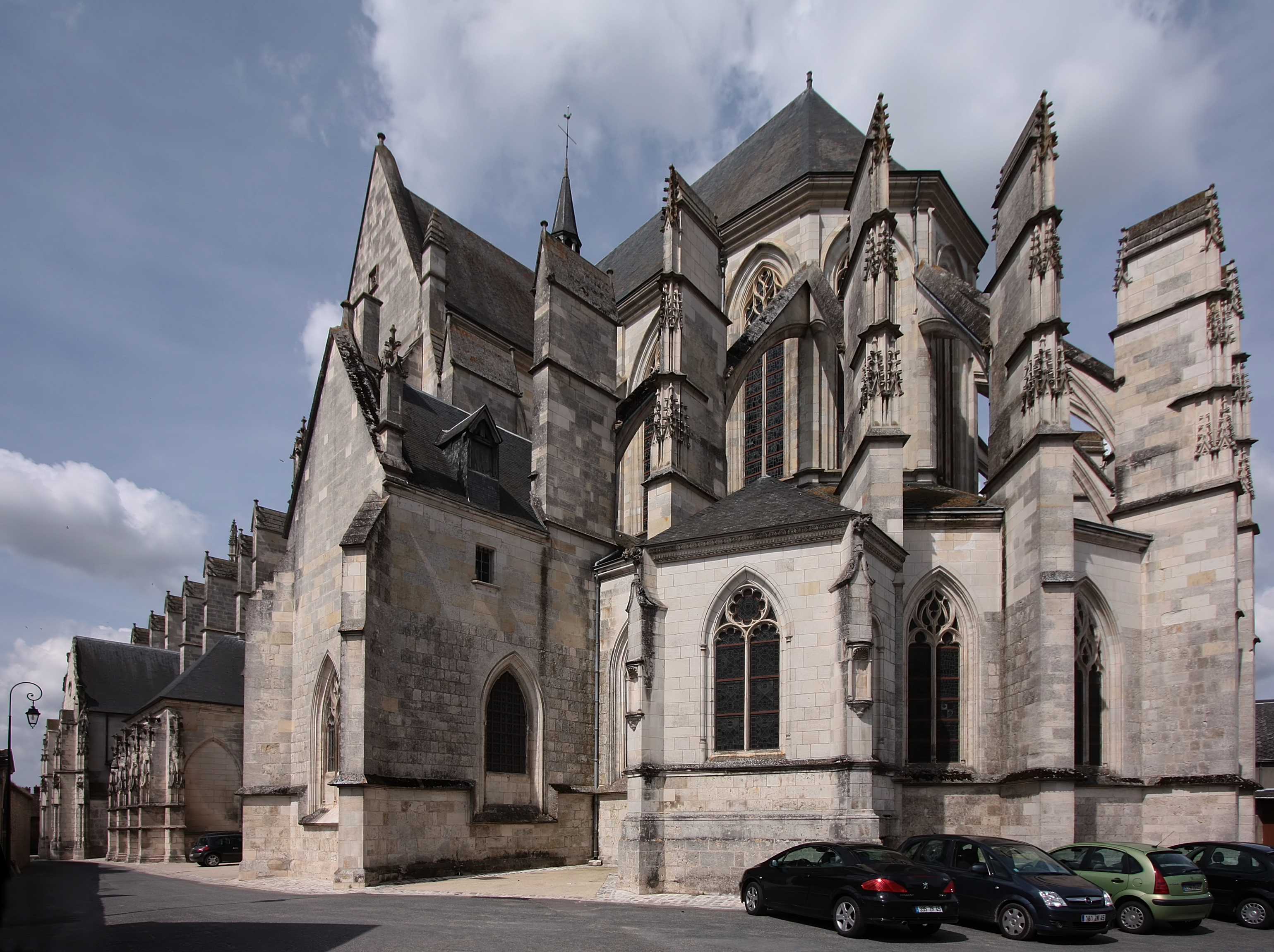
Le chevet.
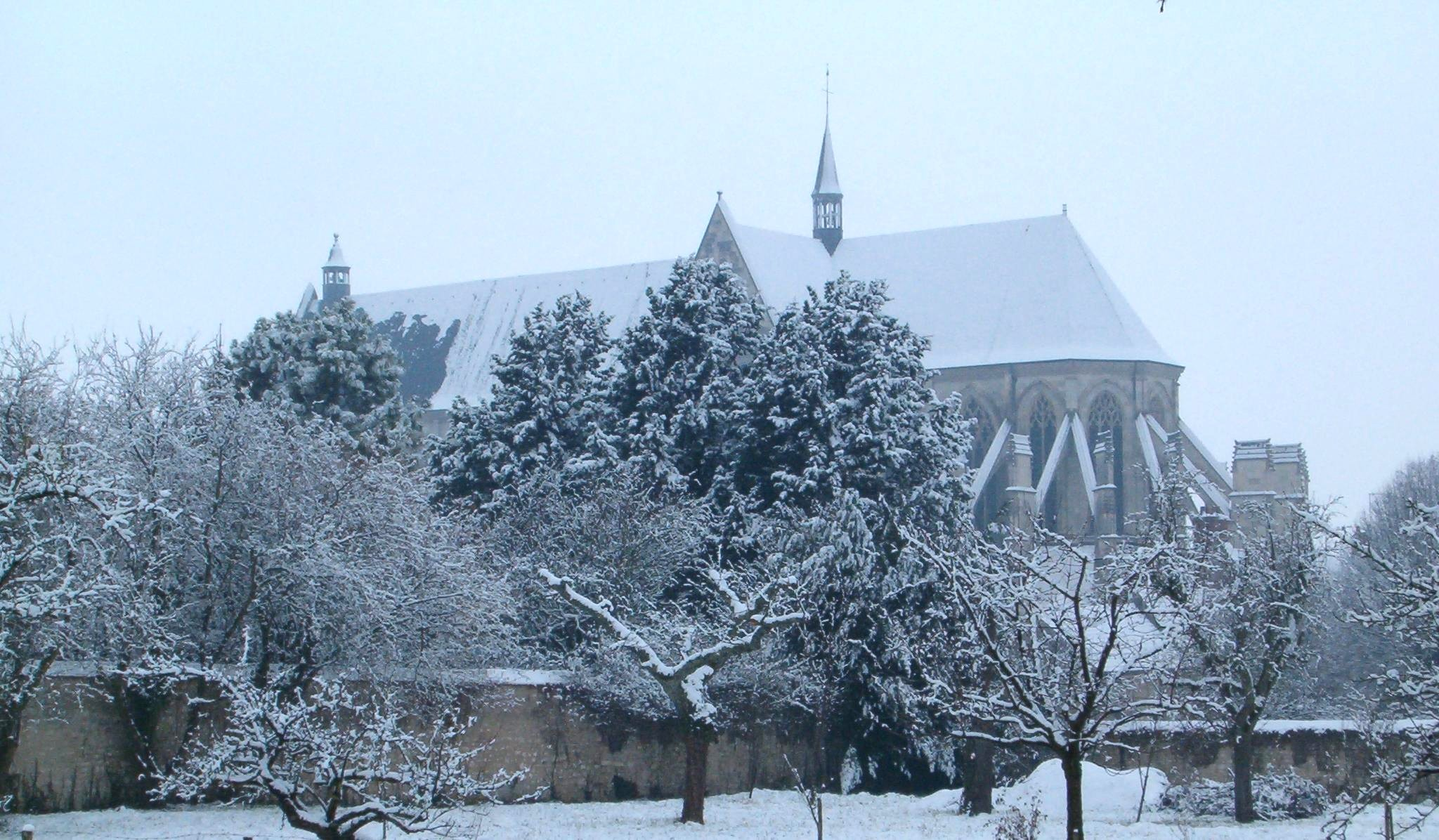
La basilique sous la neige.
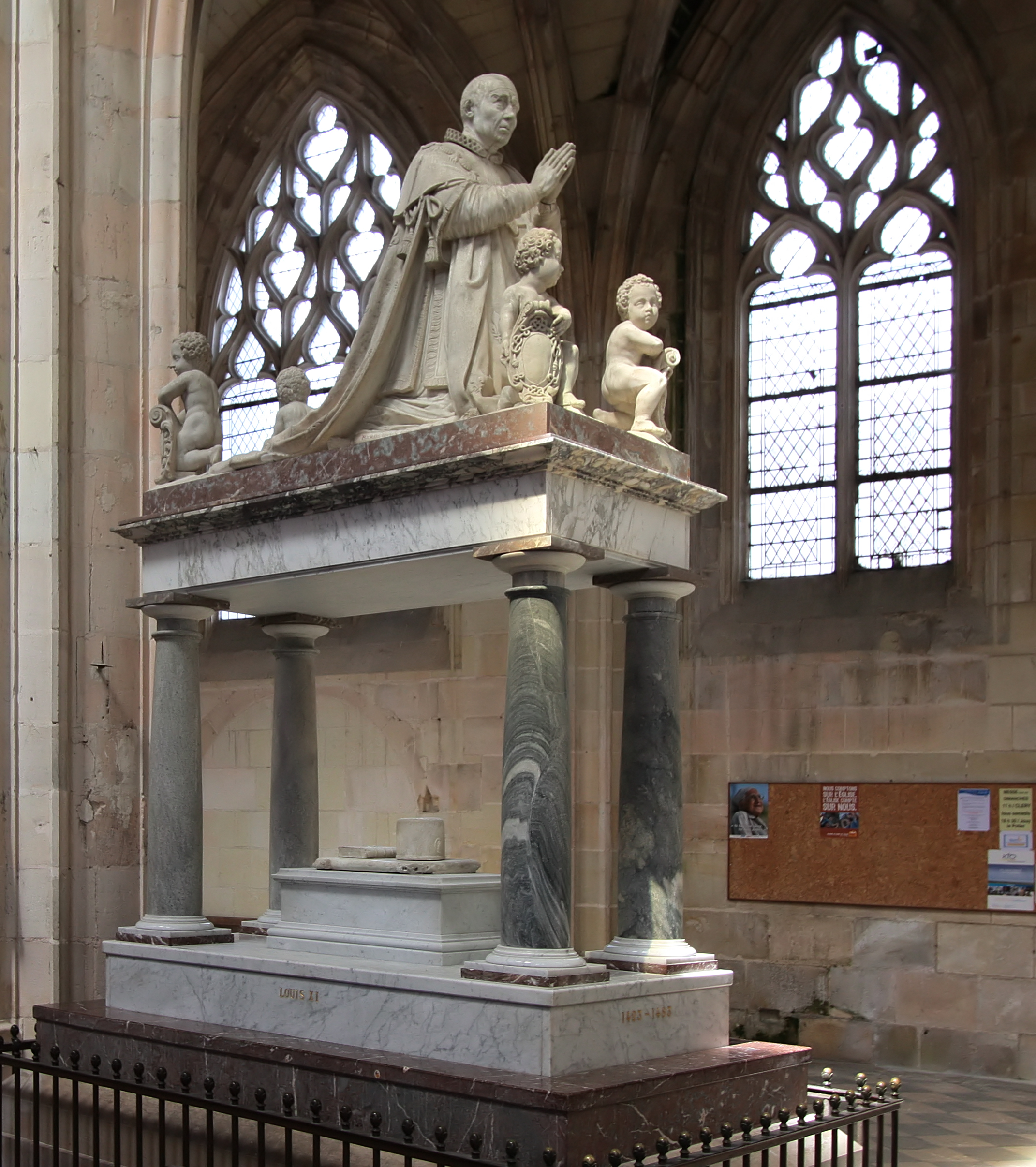
Tombeau de Louis XI.

- Le château du Mardereau, des 17e et 18e siècles[109].
- Le château de l'Émerillon.

### Sport et culture
- Tennis intérieur et extérieur, salles de judo, danse, badminton, tennis de table, informatique ;
- Terrains de football, skate-board, boules, moto-cross ;
- Chemins de randonnée, pêche dans l'Ardoux ;
- Bibliothèque ;
- École municipale de musique ;
- Salle d'exposition Charlotte-de-Savoie ;
- Circuit/terrain de moto-cross.

### Manifestations
Plusieurs manifestations sont organisées :
- un marché villageois, début septembre ;
- la foire aux pommes, le troisième weekend d'octobre, depuis 1986 ;
- un spectacle son et lumière au mois de juillet[110].

### Gastronomie
Le vignoble Orléans-Cléry a été classé appellation d'origine contrôlée en septembre 2006. Il produit un vin rouge à base de cabernet franc.

### Personnalités liées à la commune
- Eudaldo (1914-1987), artiste peintre d'origine chilienne, y séjourna de 1966 à sa mort en 1987.
- Jean-Jacques Sergent 1945-2011, éditeur et typographe. Il installa son atelier en 1974 et ne quitta plus la commune jusqu'à sa mort en 2011. Il est enterré dans le cimetière communal.
- Francis de Croisset (1877-1937), auteur dramatique, romancier et librettiste, a résidé au château du Mardereau, dont son épouse était propriétaire, des années 1920 à sa mort[111]. Il a donné son nom à une avenue de la commune[112].
- Marcel Rivière (1901-1960), natif de cette commune, qui était un instituteur français, militant syndicaliste et mutualiste. Il fut le premier président de la Mutuelle générale de l'Éducation nationale (MGEN).
- Grace Kelly (Grace de Monaco) a posé la première pierre d'un lotissement destiné à l'origine aux techniciens retraités du cinéma, le Clos de l'Ardoux.

### Héraldique
| Blason de Cléry-Saint-André | Blason  | De sinople à la barre cousue de pourpre chargée de trois coquilles renversées d'or alternant avec deux fleurs de lis du même, le tout posé dans le sens de la bande, accompagnée en chef d'un plant de roseaux d'argent fruités de cinq pièces d'or et en pointe d'une grappe de raisin de pourpre tigée d'or. |
| Blason de Cléry-Saint-André | Détails | Adopté le 22 mars 1994. Ce blason est à enquerre (pourpre sur sinople). |